# Gastbauergraben
Der Gastbauergraben ist ein fast 2,3 Kilometer langer Waldbach im Gebiet der Marktgemeinde Gratkorn im Bezirk Graz-Umgebung in der Steiermark. Er entspringt im östlichen Grazer Bergland am Westhang des Geierkogels und mündet von links kommend in den Rötschbach.

## Verlauf
Der Gastbauergraben entsteht in einem Waldgraben am Westhang des Geierkogel auf etwa 838 m ü. A.
Der Bach fließt anfangs durch ein Waldgebiet relativ gerade nach Westnordwesten, wobei er zwei Forststraßen quert. Rund 380 Meter nach seiner Quelle schwenkt er in seinem Lauf nach Nordwesten. Etwa 740 Meter nach seiner Kursänderung umfließt er in einen Linksbogen einen nach Südwesten streichenden Ausläufer des Gastbauerkogels. Nach dem Linksbogen nimmt der Bach erneut einen Nordwestkurs ein, auf dem er bis zu seiner Mündung bleibt. Etwa 200 Meter vor seiner Mündung verlässt der Gastbauergraben den Wald. Die Landesstraße L318, die Semriachertraße, unterquert der Bach etwa 10 Meter vor seiner Mündung. Der Gastbauergraben durchläuft einen Graben, der im Norden von Geierkogel und Gastbauerkogel und im Süden von Ausläufern des Geierkogels gebildet wird.
Nach fast 2,3 Kilometer langem Lauf mündet der Gastbauergraben mit einem mittleren Sohlgefälle von rund 17 % etwa 382 Höhenmeter unterhalb seines Ursprungs etwa 10 Meter nördlich der der Gemeindegrenze von Gratkorn und Semriach sowie nördlich der Landesstraße L318, der Semriacherstraße im Osten der Streusiedlung Rötschgraben in den Rötschbach.
Auf seinem Lauf nimmt der Gastbauergraben keine anderen Wasserläufe auf.